# Gauthier
Gauthier je priimek več oseb:
- David Gauthier, kanadsko-ameriški filozof
- Maurice-Marie-Joseph Gauthier, francoski general
- Robert Gauthier, dirkač